# 370 av. J.-C.
Cette page concerne l'année 370 av. J.-C. du calendrier julien proleptique.

## Événements
- 13 mars (15 mars du calendrier romain) : entrée en charge à Rome de tribuns militaires à pouvoir consulaire : Publius Valerius Potitus Publicola, Aulus Manlius Capitolinus, Servius Sulpicius Praetextatus, Lucius Furius Medullinus Fussus, Caius Valerius Potitus. Les colons révoltés de Velitrae attaquent Tusculum. Devant la menace, des tribuns militaires sont élus, ce qui met fin à l’anarchie, et les Vélitres sont assiégés par les Romains[1].

- Été : assassinat de Jason de Phères, tyran de la ville de Phères, qui avait soumis à son pouvoir presque toute la Thessalie, une partie de l'Épire  et s'était interposé entre Sparte et Thèbes après la bataille de Leuctres. Son neveu Alexandre de Phères lui succède[2]. Sa mort permet aux Thébains de se subordonner les peuples de Grèce centrale : Phocidiens, Locridiens, Maliens, Acarnaniens et Eubéens.
- Décembre 370-avril 369 av. J.-C. : Épaminondas est dans le Péloponnèse, en Laconie, mais il évite d'attaquer Sparte. Sur ses conseils, les Arcadiens fondent Mégalopolis qui devient leur capitale[3].
  - Guerre civile entre les oligarques laconisants au pouvoir et démocrates partisans d’une fédération des Arcadiens à Tégée. Victoire des démocrates avec l’aide des Mantinéens. Sparte envoie Agésilas II en Arcadie. Les Arcadiens se rassemblent sous l’autorité du stratège Lycomédès de Mantinée. Ils reçoivent l’appui d’Argos et d’Élis, mais l’ambassade envoyée à Athènes n’obtient pas de réponse. Les Béotiens, sollicités à leur tour, envoient leurs béotarques les plus prestigieux, Épaminondas et Pélopidas dans le Péloponnèse (hiver 370/369). Agésilas quitte l’Arcadie, mais les béotarques, à la tête de 50 000 hommes, marchent vers la Laconie, qu’ils pillent, mais renoncent à s’emparer de Sparte. Épaminondas pénètre en Messénie où il est accueilli en libérateur. Il crée la nouvelle cité de Messène, peuplée d’anciens hilotes et de Messéniens dispersés qui rentrent dans leur patrie. Sparte perd la moitié de son territoire. Les Arcadiens, unifiés, fondent la nouvelle cité de Mégalopolis à la frontière avec la Laconie où siégera l’Assemblée des Dix mille. Athènes, pour sa part, réagit tardivement à la demande d’aide de Sparte et l’armée d’Iphicrate arrive dans le Péloponnèse alors que l’expédition thébaine est achevée[4].

- Tentative échouée de coup d’État oligarchique à Argos. 1 200 riches sont condamnés à mort et exécutés à coups de bâton par le dèmos (skytalismos)[5].

- Mantinée est reconstruite malgré les protestations d’Agésilas II de Sparte[6].

- Début du règne d’Alexandre II, roi de Macédoine, à l’issue d’une crise dynastique qui a éclaté après la mort d’Amyntas III. Les Chalcidiens soutiennent une autre branche que celle d’Alexandre, fils d’Amyntas, qui ne l’emporte que grâce à l’aide du stratège athénien Iphicrate, gendre du roi de Thrace Cotys[7].
- Début du règne de Néoptolème Ier et d'Arymbas, co-rois d'Épire[8].

- Dans la principauté de Wei 魏, en Chine, le roi Hui 惠王 monte sur le trône (fin en 319 av. J.-C.)[9].

## Décès en 370 av. J.-C.
- Agésipolis II, roi de Sparte.
- Alcétas Ier d'Épire, roi d'Épire.
- Démocrite, philosophe et savant grec.
- Leucippe, philosophe atomiste.
- Jason, tyran de la ville de Phères.
- Amyntas III de Macédoine
- Pharnabaze, satrape perse.